# Caroline Bastiaens
Caroline Bastiaens (Hasselt, 13 september 1976) is een Belgisch politica voor CD&V.

## Levensloop
Caroline Bastiaens studeerde politieke en sociale wetenschappen, eerst van 1994 tot 1996 aan de Katholieke Universiteit Brussel en daarna van 1996 tot 1998 aan de Universiteit Antwerpen, waar ze een licentiaatsdiploma behaalde in 1998. Vervolgens was ze van 1998 tot 2000 politiek medewerker bij de CVP, de voorloper van CD&V. Daarna was ze van 2000 tot 2004 adviseur van de vicedirecteur Personeelszaken en Interne Organisatie bij de stad Antwerpen. Hierop aansluitend werkte ze van 2004 tot 2006 als parlementair assistent voor Europarlementslid Ivo Belet en daarna van 2006 tot 2012 als kabinetschef van Antwerps schepen Marc Van Peel.
Begin december 2012 kwam ze voor de kieskring Antwerpen in het Vlaams Parlement terecht als opvolger van Ludwig Caluwé, die de overstap maakte naar de bestendige deputatie van de provincie Antwerpen. Ze zetelde er tot het einde van de legislatuur in mei 2014 in de commissie Wonen, Stedelijk Beleid en Energie, evenals als plaatsvervanger in de commissies Mobiliteit van Openbare Werken en Welzijn, Volksgezondheid, Gezin en Armoedebeleid. Na de Vlaamse verkiezingen van 25 mei 2014 bleef ze Vlaams volksvertegenwoordiger tot begin juli 2017. Ze was van 2014 tot 2017 eerste ondervoorzitter in de commissie voor Cultuur, Jeugd, Sport en Media en als plaatsvervanger in de commissies voor Mobiliteit en Openbare Werken en Onderwijs. 
In oktober 2012 werd Bastiaens verkozen tot gemeenteraadslid in Antwerpen, waar ze tevens vanaf januari 2013 fractieleider was. In november 2016 volgde ze partijgenoot Philip Heylen op als schepen van Cultuur, Economie, Stads- en buurtonderhoud, Patrimonium en Erediensten. Omdat CD&V de combinatie van dit ambt met een zetel in een parlement in principe niet toestond, stapte ze begin juli 2017 uit het Vlaams Parlement. Bastiaens bleef schepen van Antwerpen tot eind 2018, toen CD&V na de gemeenteraadsverkiezingen van oktober 2018 in de oppositie belandde. Nadien bleef Bastiaens nog tot begin januari 2025 gemeenteraadslid van de stad. Bij de gemeenteraadsverkiezingen van oktober 2024 was ze niet langer kandidaat.
In juli 2019 werd ze benoemd tot algemeen directeur van vzw De Markgrave, een centrum voor blinden en slechtzienden in Antwerpen. Tevens is ze voorzitster van maatwerkbedrijf WerMinVal sinds 2017 en ondervoorzitster van het Koninklijk Museum voor Schone Kunsten Antwerpen sinds 2019. Verder bekleedt of bekleedde ze bestuursmandaten bij het Autonoom Gemeentebedrijf Vespa, het Antwerp Symphony Orchestra, Antwerp Kunstenstad, het Ziekenhuis Netwerk Antwerpen, het Vredescentrum van de Provincie en Stad Antwerpen, Prospekta, GZA Ziekenhuizen, de Karel de Grote Hogeschool, Fameus, Kunsthuis, het BlueHealth Innovation Center, De Museumstichting, de Associatie Universiteit & Hogescholen Antwerpen, Blue Gate Antwerp en BlueChem.
Ze woont in Hoboken en is gehuwd met Kristof Waterschoot.